# Підземне сховище газу Сермашу
Підземне сховище газу Сермашу – об’єкт нафтогазової інфраструктури Румунії. 
Сховище, яке ввели в експлуатацію у 1996 році, створили на основі виснаженого газового родовища. 
Наразі активний об’єм ПСГ Сермашу становить 900 млн м3 газу. Технічно можливий добовий відбір складає 8,5 млн м3 при добовому рівні закачування у 7 млн м3. Сховище має компресорну станцію та 63 свердловини. Його роботу обслуговують 40,5 км трубопроводів, в тому числі 26,7 км трубопроводів до зазначених свердловин.
У 2020 році оголосили про наміри збільшити об’єм сховища до 1,55 млрд м3.
Сховище розташоване у північній частині Трансильванської улоговини, неподалік від газотранспортного коридору Трансильванія – Північ.